# Izbično
Izbično es un pueblo ubicado en el municipio de Široki Brijeg, en el cantón de Herzegovina Occidental, Bosnia y Herzegovina. Se encuentra en el sudoeste del país al pie de la colina Varda.

## Superficie
Posee una superficie de 10,24 kilómetros cuadrados.

## Demografía
Hasta 2013 la población era de 196 habitantes, con una densidad de población de 19,1 habitantes por kilómetro cuadrado.